# Cap Dart

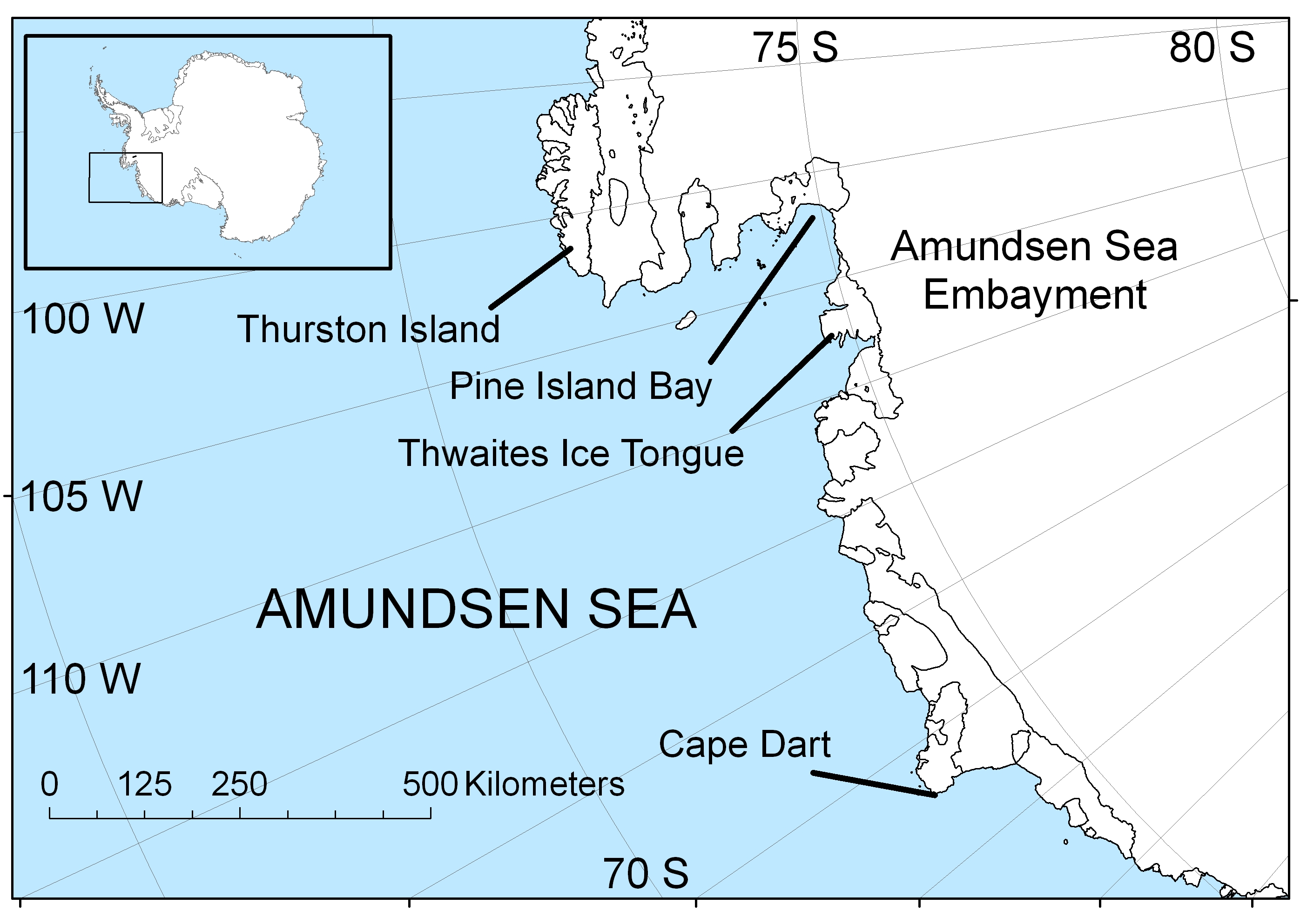
Carte montrant le cap Dart situé en Antarctique.

Le cap Dart (73°7′ Sud 126°9′ Ouest) est un cap situé Antarctique au pied du mont Siple au nord de l'Île Siple. Il a été découvert en 1940 par le Service Antarctique des États-Unis (en anglais : United States Antarctic Service  - USAS). Le cap tient son nom de Justin W. Dart dirigeant l'expédition.